# Bäckerei DerMann
Die Kurt Mann Bäckerei und Konditorei GmbH & Co KG ist eine österreichische Bäckerei mit Sitz in Wien-Liesing. Sie betreibt unter dem Namen Der Mann über 80 Filialen in Wien und Niederösterreich. Gegründet wurde das Familienunternehmen 1860 von Anton Mann. Heute wird es gemeinsam von Kurt Mann und Michael Mann in vierter und fünfter Generation geleitet. Der durchschnittliche Jahresumsatz liegt bei rund 60 Millionen Euro.

## Geschichte
Der Urgroßvater von Kurt Mann, Anton Mann, gründete die Bäckerei DerMann 1860 in Oberweiden (Niederösterreich). Die erste Wiener Filiale wurde 1909 im 11. Wiener Bezirk in der Landwehrstraße 6 eröffnet und ist heute noch Teil des Filialnetzwerks mit über 80 Standorten. Im Jahr 1960 wurde das Bäckerei-Sortiment um Konditorei-Sortiment erweitert. Im Jahr 1986 erfolgte die Eröffnung des ersten Backshops.
Die Zahl der Mitarbeiter ist seit der Übernahme von Kurt Mann im Jahr 1973 fast um das Dreißigfache von 30 auf über 800 gestiegen. 2018 stieg Michael Mann, der Sohn von Kurt Mann, in die Geschäftsführung ein und eröffnete die 80. Filiale in Guntramsdorf.

## Produkte
Das Sortiment umfasst mittlerweile rund 300 Produkte (51 Brotsorten, 40 Gebäcksorten, 172 Mehlspeisen und 35 Snacks). Ein Großteil wird dabei noch von Hand gebacken.

## Brotway
Im Juni 2004 wurde im Backzentrum in Wien-Liesing, Perfektastraße 100, die Besuchergalerie namens Brotway eröffnet. Besucher bekommen hier Einblicke in die handwerkliche Herstellung der Backprodukte und lernen den Produktionsprozess in einer Bäckerei sowie die Arbeit eines Bäckers bzw. Konditors kennen.